# Liste des espèces de poissons inscrites à l'Annexe III de la CITES
La liste suivante recense les espèces de poissons inscrites à l'Annexe III de la CITES.
Sauf mention contraire, l'inscription à l'Annexe d'une espèce inclut l'ensemble de ses sous-espèces et de ses populations.

## Liste[1]
- Famille des Potamotrygonidae :
  - Paratrygon aiereba
  - Potamotrygon spp. (population du Brésil)
  - Potamotrygon constellata
  - Potamotrygon magdalenae
  - Potamotrygon motoro
  - Potamotrygon orbignyi
  - Potamotrygon schroederi
  - Potamotrygon scobina
  - Potamotrygon yepezi

- Famille des Loricariidae :
  - Hypancistrus zebra